# Gévaudanská bestie

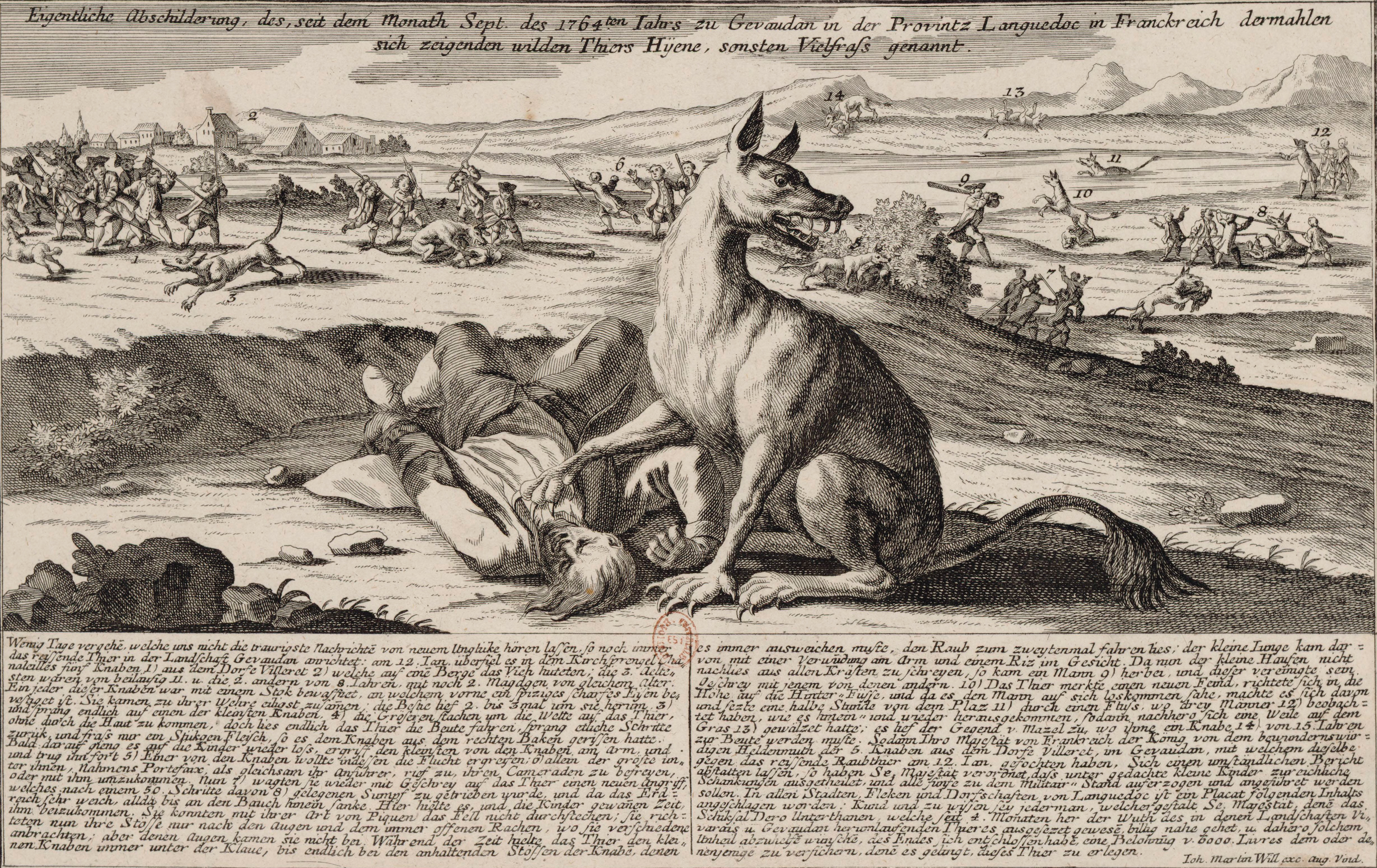
Umělecká představa Gévaudanské bestie

Gévaudanská bestie (francouzsky La Bête du Gévaudan) je pojmenování pro neidentifikovanou lidožravou šelmu, která v 60. letech 18. století terorizovala provincii Gévaudan (dnes Lozère a část Haute-Loire) v Okcitánii v jižní Francii. Výsledkem jejích útoků bylo okolo sto mrtvých a desítky zraněných. Identita zvířete je dodnes předmětem sporů.

## Aktivita bestie

### Útoky
V květnu roku 1764 došlo zřejmě k prvnímu útoku neznámého zvířete na osamělou pasačku Marii-Jan Vale u obce Langogne. Tu ochránili býci z jejího stáda, kteří se proti bestii rozeběhli. Bestie se pokusila o další útok o něco později se stejným výsledkem. Marii se začalo přezdívat Panna z Gévaudan. První obětí se stala čtrnáctiletá dívka, kterou zvíře zabilo o několik dní později, opět nedaleko Langogne. Posledního června byla v kopcích Vivarais poblíž Gévaudanu napadena a zabita čtrnáctiletá Jeanne Bouletová, která zde pásla dobytek. Další útoky na osamělé lidi následovaly. Osmého srpna zemřela ve farnosti Puylaurens v provincii Gévaudan patnáctiletá dívka a na konci téhož měsíce šestnáctiletý chlapec, jenž pracoval na poli mezi městečkem Langogne a Mercoirským lesem. Mezi 1. a 26. zářím došlo k dalším čtyřem smrtelným útokům po sobě, což mezi obyvateli způsobilo paniku. Při jednom z těchto útoků byla zabita i první dospělá oběť, šestatřicetiletá žena, která byla napadena pouhých několik kroků od svého domova. Oběti měly většinou poraněný krk, či úplně oddělenou hlavu od těla, škrábance a chybějící vnitřnosti, především pak játra. Zpočátku se usuzovalo, že v oblasti řádí přerostlý vlk. Svědectví několika přeživších a fakt, že se zvíře cíleně zaměřovalo na lidi a dobytku se vyhýbalo, tuto možnost v podstatě vylučovaly. Svědci tvora popsali jako psovitou šelmu velikosti osla s narudlou srstí, tmavým zbarvením na hřbetě, bílým břichem či náprsenkou, mohutným tělem s výrazným ocasem, vzpřímenýma ušima a velkými řezáky. Často je nazýváno vlkodlakem. Při útocích využívalo momentu překvapení. Vyskakovalo z vysoké trávy či zpoza zdí a útočilo cíleně na krk a hlavu oběti. Podle velké rozteče stop se dalo usuzovat, že je atleticky stavěné. Také se předpokládalo, že je poměrně lehké, protože dokázalo snadno unikat podmáčenými oblastmi, kde se lidé jinak bořili do země. Někteří svědci tvrdili, že bylo schopné stát vzpřímeně a vydávalo odporný zápach. Existují také zprávy o tom, že zvíře bylo doprovázeno neagresivní samicí stejného druhu, nebo dokonce mláďaty.

V Gévaudanu se začaly pořádat masové hony, jejichž oběťmi se stalo mnoho desítek vlků. K metodám lovců patřilo také rozsypání jedu v okolních lesích či vybudování osmiúhelníkových pastí, které byly neobvykle hluboké, protože se říkalo, že bestie umí vyskočit do extrémní výšky. Lovci se se zvířetem několikrát setkali. V jednom případě ho dokonce dvakrát zasáhli puškou, bez zjevného efektu. Jednou také umístili hlídky poblíž čerstvé oběti. Během dalších třech dní se však bestie na místo nevrátila a hlídky byly odvolány. Brzy se rozšířila informace o temném muži, kterého údajně v lese potkala skupina žen cestou na mši. Ten měl na sobě košili z vlčí kůže a krátce po jeho odchodu se objevila bestie, která ženy napadla. Církev tuto pověru využila ke své propagandě a začala tvrdit, že bestie je vyslancem pekla, který má za úkol odrazovat lidi od víry. Přes rozsáhlé lovecké výpravy k zastavení útoků nedošlo a zprávy o bestii a rostoucí nespokojenosti obyvatel se rozšířily až do Paříže.

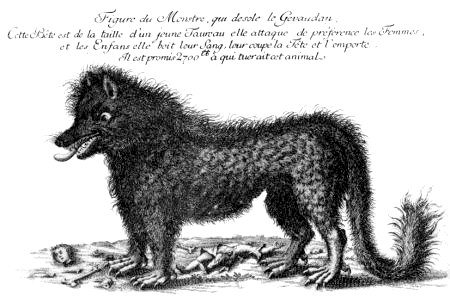
„Bestie“ na dobové kresbě (1765).

### Zásah krále
Oblast, ve které k útokům docházelo, byla důležitou baštou hugenotů a pro monarchii představovala místo nedostatečného vlivu. Král Ludvík XV. se zřejmě obával, že by frustrace obyvatel ve spojení s organizovanými lovy mohly vyústit v protivládní povstání. Roku 1765 proto zabitím bestie pověřil Jeana Vaumesle d'Ennevala, slavného normanského lovce, který údajně do té doby skolil 1200 vlků. Během krátkého období zabil d'Ennevale v Gévaudane 94 vlků, důvěra v jeho schopnosti však vzala za své 24. května, když bestie během jediného dne napadla několik lidí. Král ho poté odvolal.

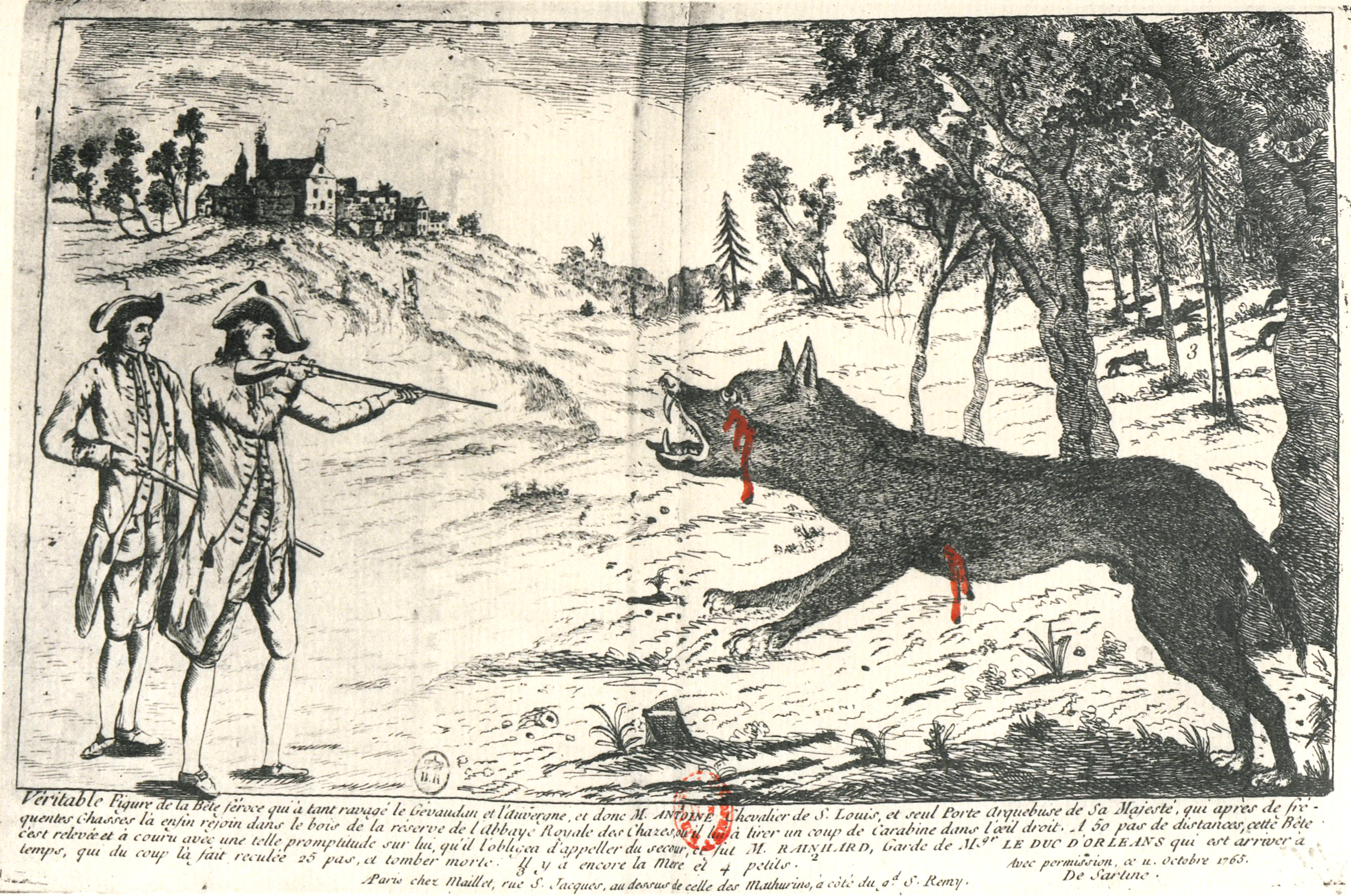
Královský zbrojíř a lovčí Antoine de Beauterne zabíjí „bestii“. Zobrazení z 18. století.

V červnu 1765 poslal Ludvík XV. do oblasti vojenského velitele Jean-Baptiste Duhamela. Ten uspořádal velkolepý zátah, jehož obětí se, kromě mnoha jiných vlků, stal obrovský vlčí samec (přes 60 kg). Vlk byl provizorně vycpán, poslán do Versailles (tam byli z jeho zjevu údajně zklamáni) a následně skončil ve sbírkách Louvru, odkud byl definitivně v roce 1929 vyřazen a spálen. Beauterne získal dočasnou slávu, obdržel odměnu 200 000 livrů, pozemky a zabitého vlka směl použít v rodovém erbu. Nicméně od prosince 1765 začalo opět přibývat obětí. Beauternem ulovená „bestie“ byla totiž s velkou pravděpodobností vlkem dovezeným z pařížského zvěřince a botanické zahrady Jardin des Plantes.

### Smrt bestie
V době největší aktivity bestie se po kraji Gévaudan pohybovalo mnoho lovců z cizích zemí, vojáků a žoldnéřů, kteří byli připraveni zastřelit jakéhokoli vlka, na kterého narazí. Šlechtici ze zasažené oblasti financovali lovy, které nebyly úspěšné až do 19. června 1767, kdy bestii zastřelil lovec Jean Chastel najatý markýzem d'Apchierem. Podle dobové legendy šířené církví Chastel před zvířetem poklekl a odříkal modlitbu. Teprve když skončil, bestie zaútočila a on jí zastřelil kulkou s příměsí stříbra. V d'Apchierově domě pak bylo zvíře vyvrženo, přičemž byly objeveny části poslední oběti, čímž se také potvrdilo, že se opravdu jedná o Gévaudanskou bestii. Tělo bylo vycpáno, ale jeho stav se postupně horšil, až z něho zbyla pouze kožešina. Ta byla později uchovávána v Louvru, než byla nakonec ze sbírky pro svůj špatný stav vyřazena a spálena.
Celkem „bestie“ provedla přes 210 potvrzených útoků, 113 (některé zdroje uvádějí 96, či 112) lidí zabila a 49 (53) zranila. 98 obětí bylo zčásti sežráno. V důsledku různých loveckých výprav, zátahů a hysterie bylo zabito mnoho stovek vlků.

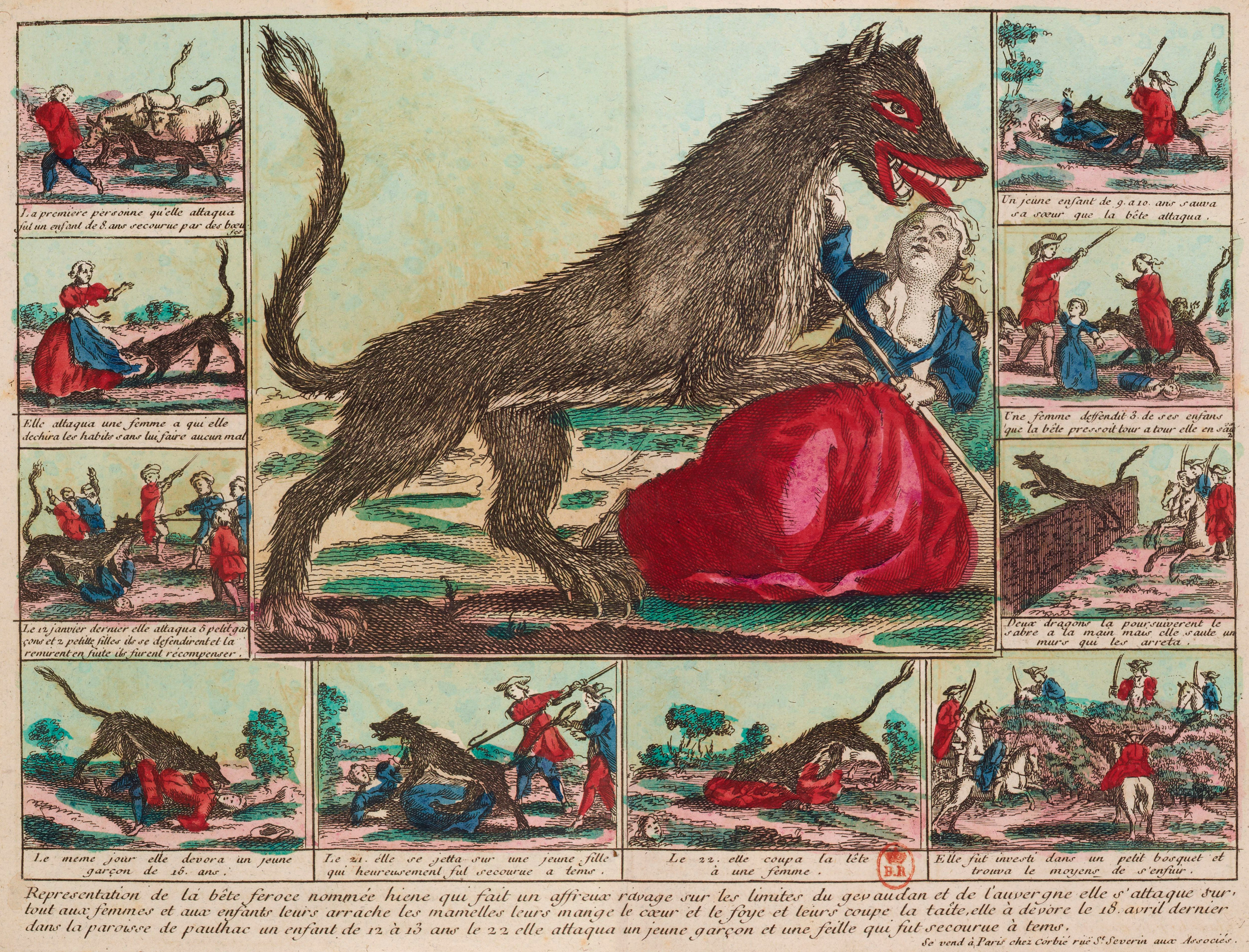
Útok bestie na ženu na dobové malbě

## Identita zvířete
Existuje mnoho teorií snažících se přiřadit zvíře k nějakému zoologickému druhu. Původně se věřilo, že jde o obrovského vlka, který se specializoval na lidskou kořist. Není vyloučeno, že útoky prováděli vlci dva či dokonce ve smečce. Vlci jsou však velice plaší a svědci útoku, kteří vlky z okolích lesů znali, vyloučili, že by se jednalo o jednoho z nich. Je prakticky nemožné, že šlo o vzteklinou nakažené zvíře. Takto nemocní vlci jsou sice velmi agresivní a nebezpeční, ale do několika dnů uhynou a pokousané oběti nikdy nekonzumují. Navíc žádný z poraněných následně nezemřel na vzteklinu. Několik historiků se přiklání k názoru, že šlo o jednoho nebo více kříženců vlka s nějakým velkým psem (mastif, doga), popřípadě velký pes vycvičený k napadání lidí, možná i opatřený kovovými či koženým pancířem. Je pravděpodobné, že jeho útoky byly řízeny člověkem, který si oběti cíleně vybíral a po smrti je pohlavně zneužíval. Tomu by nasvědčoval nález dvou těl, která byla po smrti svlečena a poté zase nedokonale oblečena. Některým obětem byla údajně oddělená hlava zpátky nasazena na krk.
Vyskytly se i domněnky, že "bestií" mohl být přímo člověk - psychopatický násilník, který napadal své oběti v přestrojení za šelmu. Charakter zranění (odkousnutá hlava), jakož i skutečnost, že bestie přímo na místě některé oběti nebo části jejich těl požírala, však hovoří proti této možnosti.

Jean Chastel

Jaroslav M. Kvasnica ve své knize „Krajina s vlky: Honba za přízrakem Gévaudanu“ odmítá, že by mohl útočit vlk, a dodává: „Ve světle moderních bádání a výzkumů padá největší podezření zejména na rodinu Chastelových a zhýralého hraběte de Morangies. Hájovna, v níž mladý Antoin Chastel žil, ležela v epicentru záhadných vražd. Někteří badatelé tvrdí, že právě proto, že se Antoin Chastel izoloval od vnějšího světa, měl dostatek času i možností vychovat a vycvičit smečku zvířat. Hory a lesy dokonale znal a mohl v nich mít stovky úkrytů. Navíc Antoin Chastel i Jean Francois Charles de Molette, hrabě de Morangies, navštívili Afriku; hrabě si z Afriky přivezl dokonce několik exotických zvířat a oba měli s jejich výchovou a tréninkem zkušenosti.“ Je možné, že otec Jean chtěl již zastavit řádění svého syna Antoina a „jeho“ zvířete. 
Někteří jsou názoru, že se jednalo o hyenu skvrnitou přivezenou z Afriky. Hyeny jsou sice schopné člověka zabít, bylo však popsáno jen velmi málo případů jejich cílených útoků na lidi. Vyloučit nelze ani některou velkou kočkovitou šelmu, například lva. Lidé z venkovských oblastí Francie nemohli vědět, jak lev vypadá, a proto mohl být jejich popis zvířete značně nepřesný a subjektivní. 
Nejméně pravděpodobnou možností, zvažovanou mezi kryptozoology, je domněnka, že šlo o přežívajícího jedince nějaké prehistorické šelmy, např. pleistocenní hyeny jeskynní, miocenní amphicyon nebo dokonce hyaenodon či mesonychid z období eocénu a oligocénu.

## Podobné útoky
Ačkoliv je případ Gévaudanské bestie nejznámějším a nejlépe popsaným, z Francie existují záznamy o mnoha dalších.
- V roce 1632 se ve francouzském tisku objevila informace o útocích neznámého lidožravého zvířete v lese Cinglais v Normandii. To bylo nakonec zabito v červnu následujícího roku při masivním lovu, kterého se zúčastnilo až 6000 lidí. Zvíře bylo popsáno jako velká psovitá šelma, která se od vlka lišila protáhlým tělem a rudě zbarvenou srstí.
- V letech 1693 a 1694 došlo ve francouzské obci Benais k sérii útoků nezvyklé vlčí smečky, které si vyžádaly minimálně 74 obětí. Tito vlci měli nápadně široký čenich a svým temperamentem a absencí strachu z lidí připomínali spíše psy. Útoky ustaly samy v roce 1694, aniž by se podařilo ulovit jediného člena smečky.
- Mezi lety 1731 a 1734 zabila bestie z Trucy, či také z Auxerre (La Bête du Auxerre) celkem 28 lidí. Svědci zvíře popisovali jako velkého vlka, psa, hyenu, či dokonce tygra. Toto zvíře lovilo dokonce i v ulicích. Ludvík XV. vypsal za její dopadení finanční odměnu. Ačkoliv se nepodařilo toto zvíře ulovit, útoky v roce 1734 ustaly. V roce 1817 došlo v této oblasti k druhé vlně útoků, které trvaly několik měsíců.
- Zvíře (možná několik různých zvířat) podobné Gévaudanské bestii známé jako Orleánská bestie (La Bête du Orléans) opakovaně zabíjelo ženy a děti ve venkovských oblastech Orléans v průběhu 18. a počátkem 19. století. Kolovaly zvěsti, že ho nelze zabít tradičními kulkami a že se ho bojí i lovečtí psi. Přestože bylo zabito několik kandidátů na Orleánskou bestii, není jasné, zda byla někdy skutečně dopadena.
- V létě roku 1766 došlo v oblasti Périgord k několika útokům záhadného zvířete, které si vyžádaly více než 25 obětí. Při velkém lovu na tohoto tvora byl zabit vlk nakažený vzteklinou, který byl poté oficiálně uznán zodpovědným za tyto útoky. Veřejnost se s tímto závěrem nespokojila, útoky však ustaly.

## Odkaz v kultuře
Příběh byl několikrát knižně i filmově zpracován. Například ve filmu Bratrstvo vlků – Hon na bestii (2001) je „bestie“ zpodobněna jako velká „obrněná“ kočkovitá šelma – s největší pravděpodobností lev, která je vycvičena jistou sektou snažící se podpořit víru v Boha pomocí vražd tohoto „ďábelského stvoření“.
Ačkoliv se historická bestie a její možné ovládání člověkem nápadně podobá Psu Baskervillskému Arthura C. Doyla, ten se zřejmě inspiroval spíše dávnými legendami o černých psech bloudících po anglických vřesovištích, než případem Gévaudanské bestie.
Ve Francii existuje několik soch znázorňujících Gévaudanskou bestii. Asi nejznámější se nachází ve vesnici Auvers. Jde o monument znázorňující dívku, která se bestii ubránila pomocí dřevěného bodce.
Události spojené s Gévaudanskou bestií sloužily jako jeden z inspiračních zdrojů pro historickou zážitkovou hru (LARP) De la Bête  a také pro seriál Vlčí mládě (Teen Wolf).
Dne 19. května 2021 vydala německá powermetalová skupina Powerwolf píseň s názvem „Beast of Gévaudan“ nahranou ve dvou verzích (anglicky a francouzsky).